# Weinbau in China
Weinbau in China wird bereits seit etwa 4600 Jahren in unterschiedlicher Ausprägung betrieben. Der Traubenwein, in China als Traubenalkohol (chinesisch 葡萄酒, Pinyin Pútáojiǔ) bezeichnet, musste jedoch lange neben dem beliebteren Reiswein ein Nischendasein fristen. In jüngerer Zeit wurde der Weinbau intensiviert, die Weinerzeuger des Landes produzieren heute über 9,1 Millionen Hektoliter pro Jahr (Stand 2018). Im internationalen Vergleich ist dies der zehntgrößte Wert.

## Geschichte
Die älteste weinähnliche Substanz, die auf dem heutigen Staatsgebiet gefunden wurde, stammt von der jungsteinzeitlichen Ausgrabungsstätte Jiahu in der Provinz Henan. Forscher datierten Gefäße, in denen mittels chemischer Methoden neben Rückständen von Traubenwein auch Reste von einem vergorenen Reis-Honig-Gemisch identifiziert wurden, auf etwa 7000 Jahre vor Christus. Damit gilt der Fund als der älteste Hinweis für die Herstellung und den Genuss von Wein durch den Menschen.
Auch ein 1995 nahe Rizhao gemachter Fund, der auf ein Alter von 2600 Jahre geschätzt wird, zählt ebenso wie ein Fund im etwa 3000 Jahre alten Grabes eines Edelmannes der Zhou-Dynastie bei Baoji zu den bedeutendsten in der Geschichte des Weins.

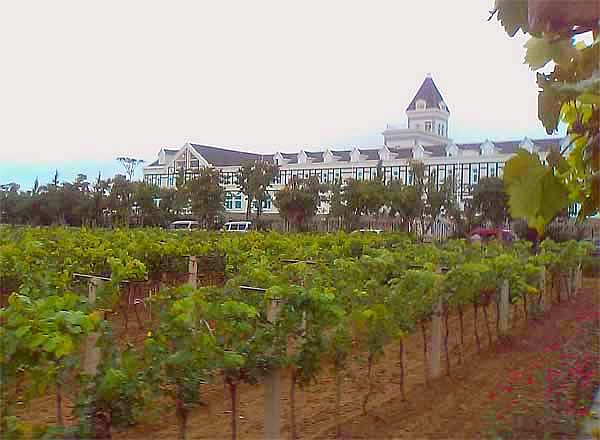
Weingut Changyu

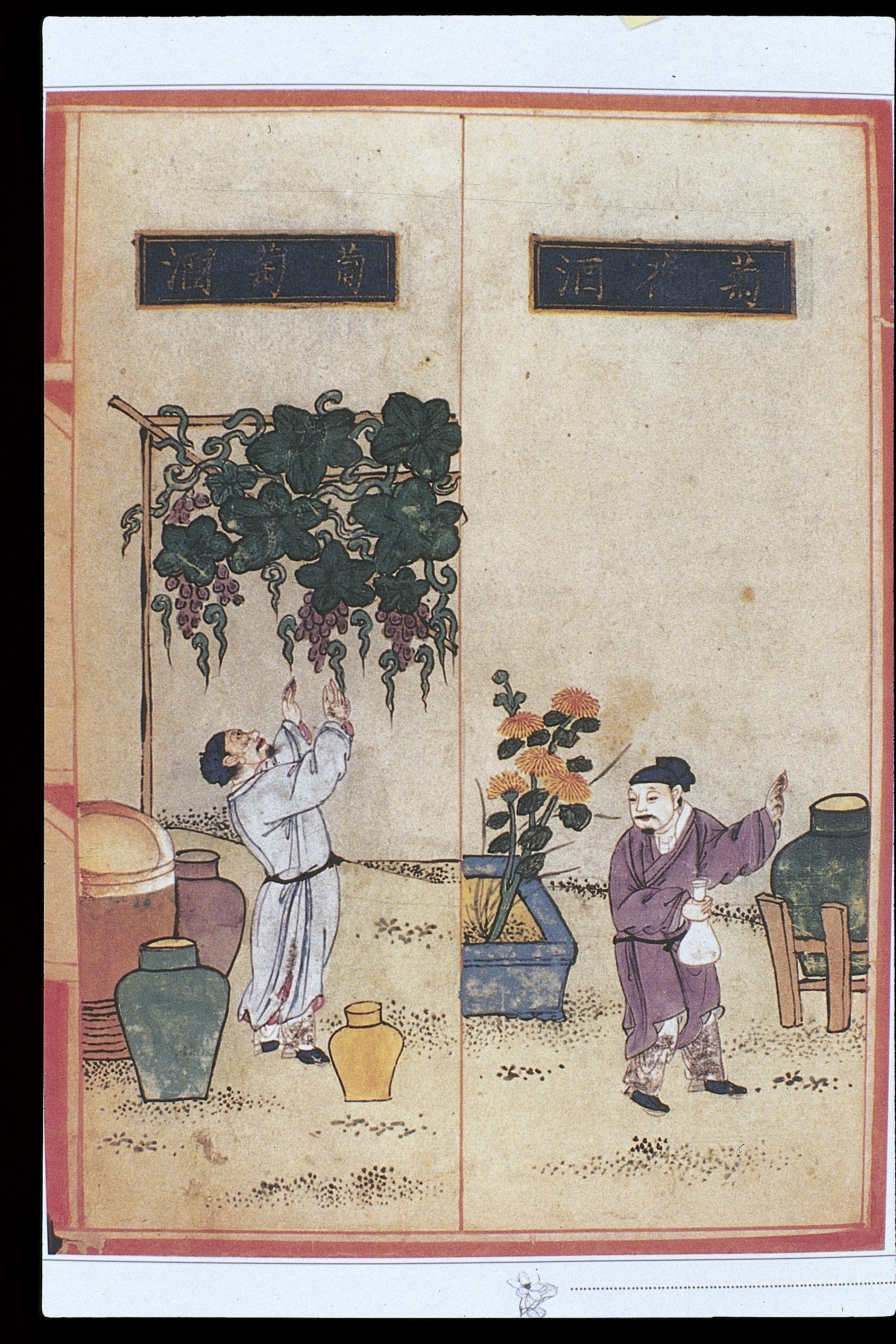
Wein als Medizin in der Ming-Dynastie, Chinese Materia Dietetica

Schriftlich bezeugt ist Weinbau zur Zeit der Tang-Dynastie im 7. Jahrhundert. Etwa fünf Jahrhunderte später berichtete der Asienreisende Marco Polo von einem vorzüglichen Wein aus der Gegend um Taiyuan. Der Traubenwein, der mit der aufkommenden Popularität von Fruchtweinen, hergestellt z. B. aus Litschi, um seine Stellung unter den chinesischen Getränken kämpfen musste, verschwand zeitweise vollends aus dem Getränkespektrum Chinas, als im 14. Jahrhundert der Anbau verboten wurde. Die Anbauflächen wurden zu Getreidefeldern umgenutzt, da diese als Nahrungsmittel einen größeren Wert hatten.
Mit der Einführung von europäischen Reben im 19. Jahrhundert erfuhr die unbedeutend gewordene Weinkultur in China neue Impulse. Der Diplomat Zhang Bishi leistete damit Pionierarbeit, als er 1892 in Yantai ein Weingut gründete, das unter dem Namen Changyu bis heute besteht und das älteste in China ist.
Ab den 1980er Jahren wurde Weinanbau durch die Regierung gefördert. Hintergrund war der hohe Konsum von Baijiu. Dem gegenüber wurde Wein als gesundheitsförderlich propagiert. In der Stadt Changli wurde eine Ausbildung zum Winzer ermöglicht. Die Anfänge des modernen Weinanbaus waren dennoch herausfordernd. Die ersten Produkte waren lediglich „eine Mischung aus Traubensaft, Süßstoff und Alkohol, kein wirklicher Wein“, der bei Verkostungen auch für Sojasauce gehalten wurde.

## Heutige Produktion

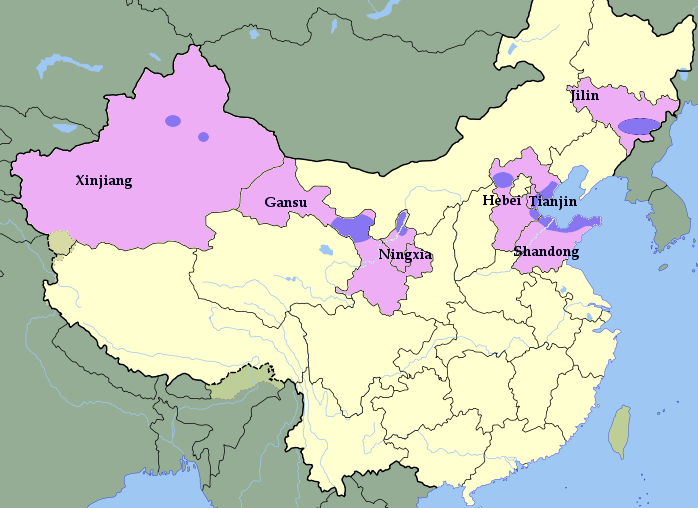
Weinanbaugebiete in China

Heute zählt China zu den ambitioniertesten Aufsteigern in der internationalen Weinlandschaft, in kaum einem anderen Land wird die Ausweitung des Weinanbaus so intensiv betrieben wie in China, auch dank der Unterstützung der Regierung. Gehörten chinesische Weine zu Anfang des Aufschwungs zu den billigen Massenweinen, so finden sie seit den 2010er Jahren auch Anklang unter Kennern.
Der Aufschwung wurde teilweise durch Fachwissen europäischer Experten eingeleitet. Einzelne Unternehmen stiegen in den chinesischen Markt ein, 2009 erregte Château Lafite-Rothschild mit dem Vorhaben, eine Kopie des französischen Stammweinguts in Penglai zu errichten, Aufsehen. Die Weine sollten zunächst nur für den chinesischen Markt produziert werden.
Die größten unter den ungefähr 600 Weinerzeugern sind Great Wall, Dynasty, Changyu und Grand Dragon. Die drei erstgenannten befinden sich in Staatsbesitz, zusammen erzeugen sie über 40 % der Gesamtproduktion Chinas.
In China werden zu etwa 90 % rote Rebsorten angebaut. Hier wird insbesondere für die Rebsorte Marselan ein durchschlagender Erfolg prognostiziert. In einem 2021 veröffentlichten Artikel der Zeitung Der Freitag wird insbesondere die Region Ningxia als erfolgreiches Anbaugebiet hervorgehoben. In Ningxia gäbe es 40.000 Hektar Anbaufläche und mehr als 200 Weinkellereien, die jährlich rund 100.000 Flaschen hochwertigen, international ausgezeichneten Wein produzierten. Als beliebteste Sorte wird Cabernet Sauvignon bezeichnet.

### Kontroversen
Etwa 90 % der als heimisch deklarierten Produktion werden im Inland verkauft. Die Weine stammen aber teilweise nur zum Schein aus China selbst. Es ist mitunter üblich, Weine aus dem Ausland zuzukaufen und der chinesischen Produktion beizumengen.
2010 wurde durch einen Fernsehbericht öffentlich, dass 30 Weinerzeuger aus der Provinz Hebei Wein systematisch gestreckt und falsch etikettiert hatten. Die Behörden reagierten mit der Schließung der Betriebe.

## Anbaugebiete
Das Zentrum des chinesischen Weinbaus stellt die Bohai-Region in der Provinz Shandong an der Ostküste Chinas dar, doch auch in anderen Gegenden Chinas wird Weinanbau betrieben. Hervorzuheben sind hier das Gebiet rund um Gaochang im Uigurischen Autonomen Gebiet Xinjiang, die Gegend rund um Zhangjiakou in der Provinz Hebei östlich von Peking, das Yunnan-Guizhou-Plateau sowie der Norden Ningxias um Yinchuan und Teile Gansus. Teilweise wird der Weinbau durch klimatische Begebenheiten eingeschränkt, der Fall z. B. in der nordostchinesischen Mandschurei um die Stadt Tonghua. Dort können nur auf Frost eingestellte Sorten angebaut werden.